# لب خندق (یزد)
محله لب خندق از محلات قدیمی شهر یزد می‌باشد و از طرف شمال به محله دروازه شاهی و لردکیوان، از جنوب و شرق به خیابان قیام و محله دارالشفاء، و از غرب به محله سرپلک منتهی می‌شود. اطلاعات مربوط به محله لب خندق در کتب تاریخی یزد کمتر ذکر شده‌است. نویسندهٔ جامع جعفری تنها در یک مورد نام این محله را ذکر کرده‌است که میرزا محمد جعفر یزدی از نویسندگان و مترجمان کتاب‌های دینی در محله لب خندق ساکن بوده‌است.

## ریشه نام
محله لب خندق در نزدیکی خندق قدیمی شهر یزد قرار داشته و به همین خاطر به این نام خوانده می‌شود. کندن خندق بر دور شهر یزد مربوط به دوره آل مظفر است و در تاریخ نیز حفر آن به مبارز الدین محمد مظفر و شاه یحیی نسبت داده شده‌است.

## آثار تاریخی
آثار تاریخی این محله عبارتند از:
۱ – بخشی از برج و باروی یزد
۲- حسینیه لب خندق
۳- کاروانسرای لب خندق
۴- بازار خان